# Francesco Maria Scala
Francesco Maria Scala (Napoli, 1819 – Washington, 18 aprile 1903) è stato un militare e direttore di banda italiano naturalizzato statunitense.
Noto anche con il nome americanizzato di Francis M. Scala, è stato lo storico primo direttore, nonché uno dei più importanti ed influenti, della Banda del Corpo dei Marines degli USA (USMC).  Ebbe il merito di definire l'assetto strumentale che la Banda conserva ancora oggi, fu un musicista ed arrangiatore estremamente prolifico e migliorò ed ampliò notevolmente il repertorio dell'ensemble. Si ritiene che sotto la guida di Scala la Marine Band abbia suonato per la prima volta la melodia "Potpourri-Fantasie" dall'opera Geneviève de Brabant di Jacques Offenbach. Questa melodia è oggi nota come l'Inno dei Marines.

## Biografia
Nato a Napoli intorno al 1819, nonostante provenisse da una famiglia priva di tradizioni in tal senso, sviluppò precocemente una forte passione per la musica. Ammesso al Conservatorio di San Pietro a Maiella di Napoli, vi si diplomò come solista di clarinetto.
Nel 1841, secondo le sue stesse parole all'età di circa vent'anni, si imbarcò come "musicista di terza classe" sulla fregata statunitense USS Brandywine, appartenente alla Mediterranean Fleet.
Scoperto che soffriva il mal di mare, ottenne il congedo dalla US Navy e l'11 agosto 1842 si arruolò nella Banda dei Marines a Washington.
La sua musicalità è subito notato ed è promosso "Fife Major" il 22 maggio 1843.
Il 9 settembre 1855 succede a Rafael Triay come 14° direttore della banda o come si diceva allora, Drum Major. Prima di lui altri dodici persone si erano succeduti alla guida della Banda dalla sua costituzione nel 1799, tra cui due altri italiani: Venerando Pulizzi (1816-17; 1818-27) e Joseph Lucchesi (1844-46). Scala è comunque il primo musicista a cui il titolo di "direttore della banda" sarà ufficialmente assegnato con decreto del 25 luglio 1861. Dopo di lui solo un altro italiano, Francesco Fanciulli, ha ricoperto questo ruolo dal 1892 al 1897.
Durante i suoi 16 anni di mandato, Scala ebbe il merito di definire l'assetto strumentale che la Banda conserva ancora oggi, Aumenta le dimensioni della Band dai dieci effettivi che vi aveva trovato ai circa 35 membri al momento del suo ritiro. Ancora più lungimirante è la sua decisione di mantenere un rapporto equilibrato tra legni e ottoni in un periodo in cui le bande tendevano ad essere composte da soli ottoni.

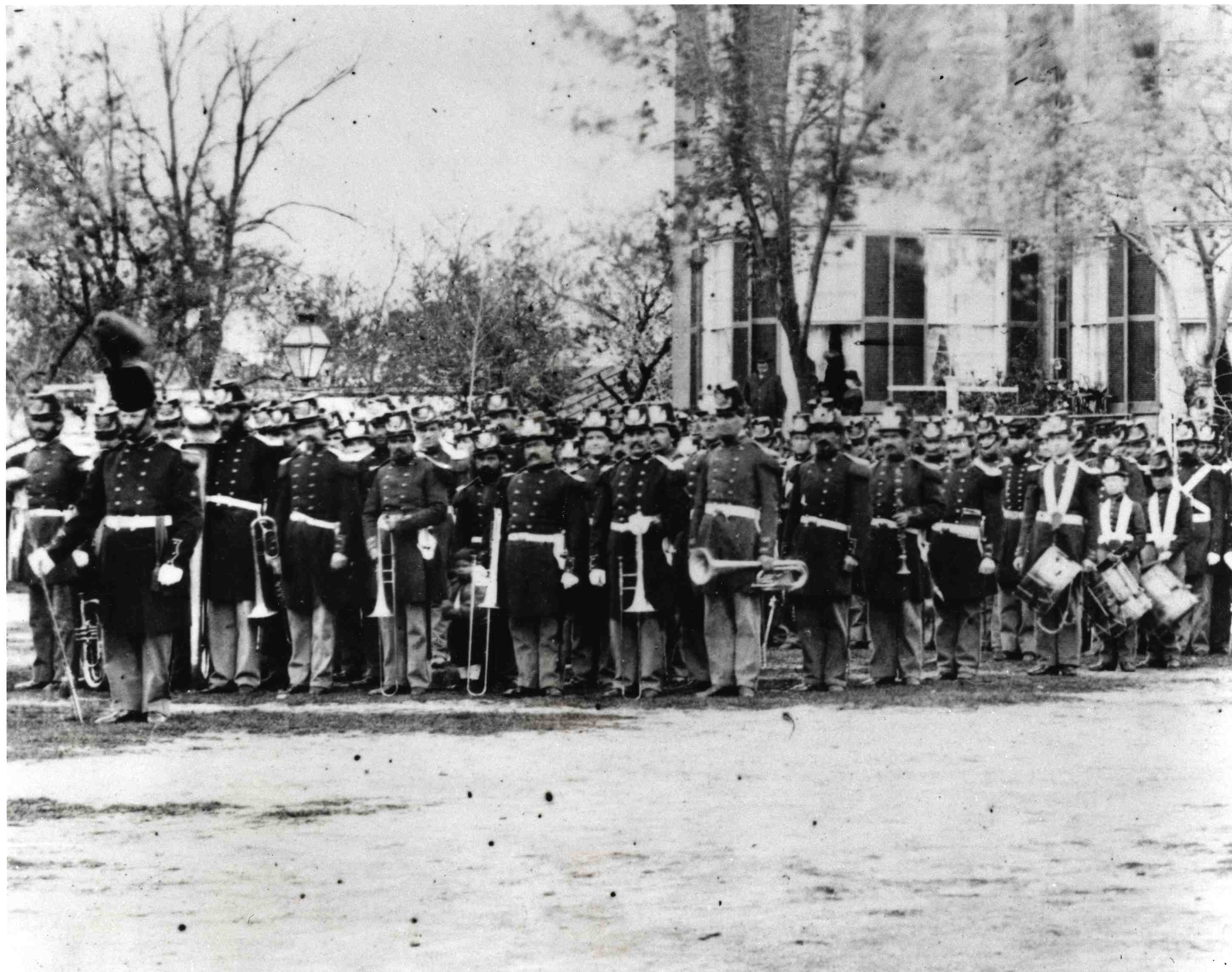
La banda dei Marines nel 1864, diretta da Francesco Maria Scala

Come tutti i direttori della Marina Band, Scala ebbe un rapporto molto stretto con vari presidenti americani che la Band accompagnava nelle viste ufficiali. Scala divenne il direttore della banda nell'amministrazione del presidente James Buchanan. Ma soprattutto Scala fu il direttore della Band durante tutto il periodo della guerra di secessione durante il quale sviluppò un rapporto molto stretto e personale con il presidente Abramo Lincoln, al quale già aveva dedicato un concerto speciale in suo onore la sera stessa del suo arrivo come presidente eletto. Durante la guerra civile, il presidente Lincoln insistette che la Marine Band continuasse ad offrire regolarmente i suoi concerti all'aperto davanti alla Casa Bianca, anche se alla morte del figlio del Presidente essi furono spostati come segno di rispetto dal prato della Casa Bianca alla antistante piazza Lafayette. Scala fu con Lincoln a Gettysburg il 19 novembre 1863 per la dedicazione del cimitero nazionale quando Lincoln pronunciò il suo famoso discorso, e fu con lui sul prato della Casa Bianca, il 9 aprile 1865, alla notizia della resa dell'esercito confederato. Su richiesta di Lincoln, la Band intonò il song Dixie, perché - come disse il presidente affacciandosi dal balcone - '"ora appartiene alla nazione". Undici giorni dopo la Band avrebbe dato espressione al lutto del paese accompagnando il feretro di Lincoln assassinato ai suoi funerali.
Scala fu un musicista ed arrangiatore estremamente prolifico e migliorò ed ampliò notevolmente il repertorio dell'ensemble. Grazie alla sua opera di divulgazione della musica operistica europea e italiana spinse la Marine Band verso una direzione più concertistica, svincolandola dalle sole esigenze militari. Fu ancora sotto la direzione di Scala che il giovane John Philip Sousa cominciò il suo apprendistato nella banda (dove suonava anche suo padre) il 9 giugno 1868.
Scala terminò il suo mandato come direttore della Marine Band il 13 dicembre 1871. Rimase a Washington per il resto della sua vita, nella sua casa su South Carolina Avenue. Quando morì il 18 aprile 1903, la Marine Band suonò ai suoi funerali il suo inno preferito Nearer My God to Thee durante il tragitto tra la casa e la chiesa cattolica di San Pietro, e in chiesa l'arrangiamento che lo stesso Scala aveva fatto della melodia funebre da Il trovatore di Giuseppe Verdi.
La collezione musicale di Scala è oggi conservata alla Library of Congress di Washington cui fu donata nel 1952 da suo figlio, assieme ad un fondo che ne garantisce lo studio e l'esecuzione. Essa include oltre 600 titoli tra opere originali (marce, valzer, ecc.) e trascrizioni e arrangiamenti dal repertorio operistico, in particolare dei compositori italiani Giuseppe Verdi e Gioachino Rossini.